# 집합족
수학에서 집합족(集合族, 영어: family of sets)은 집합들을 원소로 하여 구성된 집합이다.

## 정의
집합 {\displaystyle X} 속의 집합족은 {\displaystyle X}의 (일부 또는 전체) 부분 집합들로 이루어진 집합을 뜻한다. 즉, 집합 {\displaystyle X} 속의 집합족은 {\displaystyle X}의 멱집합 {\displaystyle {\mathcal {P}}(X)}의 부분 집합 {\displaystyle {\mathcal {F}}\subseteq {\mathcal {P}}(X)}을 뜻한다.

## 종류
집합 {\displaystyle X} 속의 집합족 {\displaystyle {\mathcal {F}}\subseteq {\mathcal {P}}(X)}에 대하여, 다음과 같은 성질들을 정의할 수 있다.
- 집합 반환(集合半環, 영어: semiring of sets): {\displaystyle \varnothing \in {\mathcal {F}}}이며, 유한 교집합에 대하여 닫혀 있으며, 임의의 {\displaystyle A,B\in {\mathcal {F}}}에 대하여, {\displaystyle A\setminus B=C_{1}\cup \cdots \cup C_{n}}인 유한 개의 서로소 집합 {\displaystyle C_{1},\dots ,C_{n}\in {\mathcal {F}}}가 존재한다.[1]:166, §11
- 집합환(集合環, 영어: ring of sets): {\displaystyle \varnothing \in {\mathcal {F}}}이며, 유한 합집합, 유한 교집합, 차집합에 대하여 닫혀 있다.
- σ환(-環, 영어: σ-ring): {\displaystyle {\mathcal {F}}}는 집합환이며, 가산 합집합에 대하여 닫혀 있다.
- δ환(-環, 영어: δ-ring): {\displaystyle {\mathcal {F}}}는 집합환이며, 가산 교집합에 대하여 닫혀 있다.
- 집합 반대수(集合半代數, 영어: semialgebra of sets): {\displaystyle {\mathcal {F}}}는 집합 반환이며, {\displaystyle X\in {\mathcal {F}}}이다.
- 집합 대수(集合代數, 영어: algebra of sets) 또는 집합체(集合體, 영어: field of sets): {\displaystyle {\mathcal {F}}}는 집합환이며, {\displaystyle X\in {\mathcal {F}}}이다. 즉, {\displaystyle {\mathcal {F}}}는 {\displaystyle {\mathcal {P}}(X)}의 부분 불 대수를 이룬다.
- 시그마 대수(σ代數, 영어: σ-algebra): {\displaystyle {\mathcal {F}}}는 σ환이자 δ환이며, {\displaystyle X\in {\mathcal {F}}}이다.
- π계(-系, 영어: π-system): {\displaystyle {\mathcal {F}}}는 유한 교집합에 대하여 닫혀 있다.
- λ계(-系, 영어: λ-system): {\displaystyle X\in {\mathcal {F}}}이며, 여집합에 대하여 닫혀 있으며, 가산 개의 서로소 집합들의 합집합에 대하여 닫혀 있다. 이와 동치로, {\displaystyle X\in {\mathcal {F}}}이며, 만약 {\displaystyle A,B\in {\mathcal {F}}}이며 {\displaystyle A\subseteq B}라면 {\displaystyle B\setminus A\in {\mathcal {F}}}이며, 만약 {\displaystyle A_{1},A_{2},\dots \in {\mathcal {F}}}이며 {\displaystyle A_{1}\subseteq A_{2}\subseteq \cdots }라면 {\displaystyle \textstyle \bigcup _{i=1}^{\infty }A_{i}\in {\mathcal {F}}}이다.
- 단조류(單調類, 영어: monotone class): 만약 {\displaystyle A_{1},A_{2},\dots \in {\mathcal {F}}}이며 {\displaystyle A_{1}\subseteq A_{2}\subseteq \cdots }라면 {\displaystyle \textstyle \bigcup _{i=1}^{\infty }A_{i}\in {\mathcal {F}}}이며, 만약 {\displaystyle A_{1},A_{2},\dots \in {\mathcal {F}}}이며 {\displaystyle A_{1}\supseteq A_{2}\supseteq \cdots }라면 {\displaystyle \textstyle \bigcap _{i=1}^{\infty }A_{i}\in {\mathcal {F}}}이다.

## 성질

### 함의 관계
다음과 같은 함의 관계가 성립한다.
| π계 | ⇐ | 집합 반환   | ⇐ | 집합환    | ⇐ | σ환 또는 δ환 |   |        |
|     |   |             |   |           |   | ⇑            |   |        |
|     |   | ⇑           |   | ⇑         |   | σ환 + δ환    | ⇒ | 단조류 |
|     |   |             |   |           |   | ⇑            |   | ⇑      |
|     |   | 집합 반대수 | ⇐ | 집합 대수 | ⇐ | 시그마 대수  | ⇒ | λ계    |
또한, 집합족에 대하여, 다음 조건들이 서로 동치이다.
- 시그마 대수이다.
- 집합 대수이자 σ환이다.
- 집합 대수이자 δ환이다.
- π계이자 λ계이다.
- 집합 대수이자 단조류이다.

### 집합족으로 생성된 집합환
임의의 유한 또는 무한 개의 집합환, σ환, δ환, 집합 대수, 시그마 대수, π계, λ계, 단조류의 교집합은 각각 집합환, σ환, δ환, 집합 대수, 시그마 대수, π계, λ계, 단조류이다. 따라서, 임의의 집합 {\displaystyle X} 속의 집합족 {\displaystyle {\mathcal {F}}\subseteq {\mathcal {P}}(X)}에 대하여, {\displaystyle {\mathcal {F}}}를 포함하는 최소의 집합환, σ환, δ환, 집합 대수, 시그마 대수, π계, λ계, 단조류가 존재하며, 이는 각각 {\displaystyle {\mathcal {F}}}를 포함하는 모든 집합환, σ환, δ환, 집합 대수, 시그마 대수, π계, λ계, 단조류의 교집합과 같다. 이를 각각 {\displaystyle {\mathcal {F}}}로 생성된 집합환, σ환, δ환, 집합 대수, 시그마 대수, π계, λ계, 단조류라고 한다.
집합 {\displaystyle X} 속의 집합족 {\displaystyle {\mathcal {F}}\subseteq {\mathcal {P}}(X)}으로 생성된 집합 대수는
{\displaystyle a({\mathcal {F}})=\left\{\bigcup _{i=1}^{m}\bigcap _{j=1}^{n}A_{ij}\colon m,n\in \mathbb {N} ,\;A_{ij}\in {\mathcal {F}}\cup \{\varnothing \}\cup (X\setminus ({\mathcal {F}}\cup \{\varnothing \})\right\}}
이다.
반면, {\displaystyle {\mathcal {F}}}로 생성된 시그마 대수 {\displaystyle \sigma ({\mathcal {F}})}는 명시적으로 나타낼 수 없다.
집합 {\displaystyle X} 속의 집합 반환 {\displaystyle {\mathcal {S}}\subseteq {\mathcal {P}}(X)}으로 생성된 집합환 {\displaystyle r({\mathcal {S}})}은 {\displaystyle {\mathcal {S}}} 속 유한 개의 서로소 집합들의 합집합으로 구성된다. 만약 {\displaystyle {\mathcal {S}}}가 집합 반대수라면, {\displaystyle r({\mathcal {S}})}는 집합 대수이다.:33, §1.5, Problem 1.19
{\displaystyle r({\mathcal {S}})=\left\{\bigcup _{i=1}^{n}S_{i}\colon n\in \mathbb {N} ,\;S_{i}\in {\mathcal {S}},\;i=j\lor S_{i}\cap S_{j}=\varnothing \right\}}
증명:
우선
{\displaystyle {\mathcal {R}}=\left\{\bigcup {\mathcal {F}}\colon {\mathcal {F}}\subseteq {\mathcal {R}}_{0},\;|{\mathcal {F}}|<\aleph _{0}\right\}}
라고 하고, {\displaystyle {\mathcal {R}}=r({\mathcal {R}}_{0})}임을 보이자. 자명하게 {\displaystyle {\mathcal {R}}\subseteq r({\mathcal {R}}_{0})}이므로, {\displaystyle {\mathcal {R}}}가 집합환을 이룸을 보이면 된다. 자명하게 {\displaystyle {\mathcal {R}}_{0}\subseteq {\mathcal {R}}}이며, 특히 {\displaystyle \varnothing \in {\mathcal {R}}}이다. 또한 {\displaystyle {\mathcal {R}}}는 유한 합집합에 대하여 닫혀 있다. 따라서 임의의 {\displaystyle A,B\in {\mathcal {R}}}에 대하여 {\displaystyle A\setminus B\in {\mathcal {R}}}임을 보이면 된다.
{\displaystyle A=\bigcup {\mathcal {F}}}
{\displaystyle B=\bigcup {\mathcal {G}}}
인 유한 서로소 집합 {\displaystyle {\mathcal {F}},{\mathcal {G}}\subseteq {\mathcal {R}}_{0}}을 취하고, 임의의 {\displaystyle F\in {\mathcal {F}}} 및 {\displaystyle G\in {\mathcal {G}}}에 대하여
{\displaystyle F\setminus G=\bigcup {\mathcal {H}}_{F,G}}
인 유한 서로소 집합 {\displaystyle {\mathcal {H}}_{F,G}\subseteq {\mathcal {R}}_{0}}을 취하자. 그렇다면
{\displaystyle {\begin{aligned}A\setminus B&=\bigcup _{F\in {\mathcal {F}}}\left(F\setminus \bigcup {\mathcal {G}}\right)\\&=\bigcup _{F\in {\mathcal {F}}}\bigcap _{G\in {\mathcal {G}}}(F\setminus G)\\&=\bigcup _{F\in {\mathcal {F}}}\bigcap _{G\in {\mathcal {G}}}\bigcup {\mathcal {H}}_{F,G}\\&=\bigcup _{F\in {\mathcal {F}}}\bigcup _{H\in \prod _{G\in {\mathcal {G}}}{\mathcal {H}}_{F,G}}\bigcap _{G\in {\mathcal {G}}}H_{G}\\\end{aligned}}}
이다. 임의의
{\displaystyle H=(H_{G})_{G\in {\mathcal {G}}}\in \prod _{G\in {\mathcal {G}}}{\mathcal {H}}_{F,G}}
에 대하여,
{\displaystyle \bigcap _{G\in {\mathcal {G}}}H_{G}\in {\mathcal {R}}_{0}}
이므로, {\displaystyle A\setminus B\in {\mathcal {R}}_{0}}이다.
이제, {\displaystyle r({\mathcal {R}}_{0})} 속 모든 원소 {\displaystyle A\in r({\mathcal {R}}_{0})}이 {\displaystyle {\mathcal {R}}_{0}} 속 서로소 원소의 유한 합집합임을 보이자.
{\displaystyle A=\bigcup _{i=1}^{n}A_{i}}
인 유한 개의 서로소 원소 {\displaystyle A_{1},\dots ,A_{n}\in {\mathcal {R}}_{0}}을 취하고, 임의의 {\displaystyle i,j\in \{1,\dots ,n\}}에 대하여
{\displaystyle A_{i}\setminus A_{j}=\bigcup _{k=1}^{n_{ij}}B_{ijk}}
인 유한 개의 서로소 원소 {\displaystyle B_{ij1},\dots ,B_{ijn_{ij}}\in {\mathcal {R}}_{0}}을 취하자. 그렇다면
{\displaystyle {\begin{aligned}A&=\bigsqcup _{i=1}^{n}\left(A_{i}\setminus \bigcup _{j=1}^{i-1}A_{j}\right)\\&=\bigsqcup _{i=1}^{n}\bigcap _{j=1}^{i-1}(A_{i}\setminus A_{j})\\&=\bigsqcup _{i=1}^{n}\bigcap _{j=1}^{i-1}\bigsqcup _{k=1}^{n_{ij}}B_{ijk}\\&=\bigsqcup _{i=1}^{n}\bigsqcup _{k_{1}=1}^{n_{i1}}\cdots \bigsqcup _{k_{i-1}=1}^{n_{i,i-1}}\bigcap _{j=1}^{i-1}B_{ijk_{j}}\end{aligned}}}
이며,
{\displaystyle \left\{A_{i}\setminus \bigcup _{j=1}^{i-1}A_{j}\colon i\in \{1,\dots ,n\}\right\}}
{\displaystyle \left\{\bigcap _{j=1}^{i-1}B_{ijk_{j}}\colon \forall j\in \{1,\dots ,i-1\}\colon k_{j}\in \{1,\dots ,n_{ij}\}\right\}\qquad (i\in \{1,\dots ,n\})}
는 모두 서로소 집합족이므로,
{\displaystyle \left\{\bigcap _{j=1}^{i-1}B_{ijk_{j}}\colon i\in \{1,\dots ,n\},\;\forall j\in \{1,\dots ,i-1\}\colon k_{j}\in \{1,\dots ,n_{ij}\}\right\}}
역시 서로소 집합족이다.
딘킨 π-λ 정리(-定理, 영어: Dynkin π–λ theorem)에 따르면, 임의의 π계 {\displaystyle {\mathcal {P}}} 및 λ계 {\displaystyle {\mathcal {L}}}에 대하여, 만약 {\displaystyle {\mathcal {P}}\subseteq {\mathcal {L}}}라면, {\displaystyle \sigma ({\mathcal {P}})\subseteq {\mathcal {L}}}이다. 단조류 정리(單調類定理, 영어: monotone class theorem)에 따르면, 임의의 집합 대수 {\displaystyle {\mathcal {A}}} 및 단조류 {\displaystyle {\mathcal {M}}}에 대하여, 만약 {\displaystyle {\mathcal {A}}\subseteq {\mathcal {M}}}이라면, {\displaystyle \sigma ({\mathcal {A}})\subseteq {\mathcal {M}}}이다.

## 예
집합 {\displaystyle \{\{2,\{3\}\},\{1\},\{5,6\}\}}은 모든 원소가 집합이므로 집합족이다. 선택 공리를 추가한 체르멜로-프렝켈 집합론과 같은 순수 집합론의 경우, 논의 영역 속 모든 대상이 집합이므로, 집합족인 집합과 아닌 집합의 구분이 없다.
임의의 집합 {\displaystyle X}에 대하여, 공집합 {\displaystyle \varnothing }과 {\displaystyle X}의 멱집합 {\displaystyle {\mathcal {P}}(X)}은 {\displaystyle X} 속의 집합족이다.
실수 구간 {\displaystyle [0,1]\subseteq \mathbb {R} }의 부분 구간들의 집합족은 {\displaystyle [0,1]} 속의 집합 반대수를 이루며, 이는 집합 대수가 아니다.:166, §11 실수선 {\displaystyle \mathbb {R} } 속의 유계 집합들의 집합족은 {\displaystyle \mathbb {R} } 속의 δ환이지만, 집합 대수나 σ환이 아니다.:8, §1.2

## 같이 보기
- 슈페르너 족
- 슈페르너 정리
- 헬리 족
- 헬리 정리